# 尖叶弓果黍
尖叶弓果黍（学名：Cyrtococcum oxyphyllum）为禾本科弓果黍属下的一个种。